# 奔竞隧道
奔竞隧道是浙江省杭州市萧山区奔竞大道上的一条隧道，属于城市道路隧道，是杭州亚运村的配套工程，全长1931米，其中暗埋段长1238米，2025年1月20日与平澜隧道一同开通。